# Giulia Miserendino
Giulia Miserendino (Palermo, 24 giugno 2002) è una sollevatrice italiana.

## Carriera
Inizia la carriera di sollevatrice nel 2015. Ai campionati assoluti italiani di Copertino del 2017 si piazza al quinto posto nella categoria dei 63 kg, nel 2018 a Caltanissetta si classifica seconda, nel 2019 ad Ostia Lido si piazza al terzo posto e nel 2021 a San Marino è prima nella categoria dei 64 kg. Nello stesso anno vince i campionati europei juniores a Rovaniemi, confermandosi nel 2022 a Durazzo.
Passata alla categoria dei 71 kg, ai campionati mondiali del 2022 di Bogotà si classifica al nono posto stabilendo il record italiano con 233 kg alzati. Ai campionati europei del 2023 di Erevan conquista la medaglia d'argento con 230 kg alzati, piazzandosi dietro Loredana Toma, vincendo anche l'argento nello strappo e il bronzo nello slancio. Ai campionati mondiali del 2023 di Riad si classifica al 13º posto, mentre ai campionati mondiali del 2024 di Manama si classifica all'11º posto.